# Otto Liebe

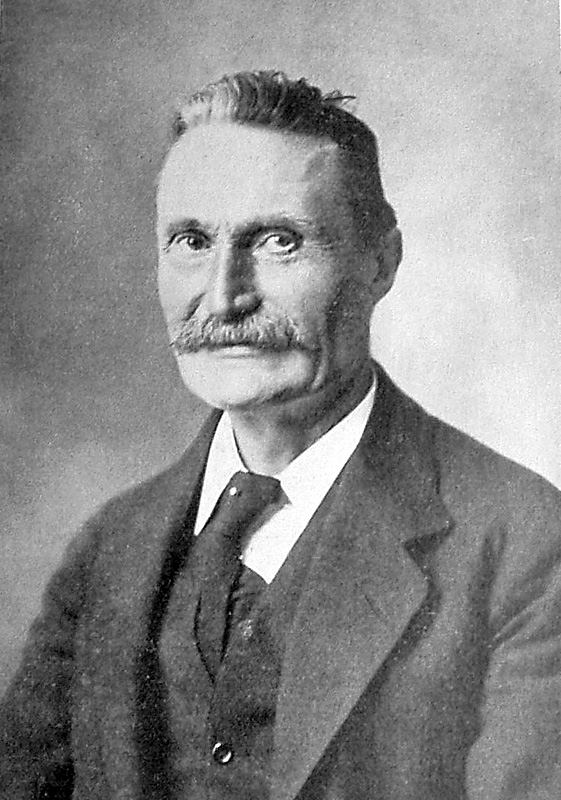
Otto Liebe

Carl Julius Otto Liebe (* 24. Mai 1860 in Kopenhagen; † 21. März 1929 ebenda) war der dänische Ministerpräsident mit der kürzesten Amtszeit, nämlich vom 30. März bis zum 5. April 1920.

## Biografie
Otto Liebe wurde als Sohn eines angesehenen Juristen geboren und erhielt selbst eine juristische Ausbildung. Er wurde 1889 Rechtsanwalt und war der Inhaber einer der bekanntesten und größten Anwaltskanzleien Dänemarks. Zu seinem Mandantenkreis zählte auch das dänische Königshaus. 1910 wurde er Vorsitzender des Anwaltsvereins.
In der so genannten Osterkrise kam es 1920 zu Unstimmigkeiten zwischen König Christian X. und der Regierung Zahle II über die Sydjylland-Frage. Der Ministerpräsident  trat nach einer hitzigen Diskussion mit dem König zurück. Der König entließ danach die übrigen Minister und ernannte am 29. März 1920 ohne Zustimmung des Folketings Otto Liebe zum neuen Regierungschef mit der Maßgabe, möglichst bald eine Folketingswahl anzusetzen (siehe Regierung Liebe).
Liebe und seine Minister waren politisch konservativ orientiert, aber selbst keine Politiker. Sie merkten bald, dass sie die explosive Stimmung nicht mehr unter Kontrolle hatten. Einige Kritiker merkten an, dass der König einen Verfassungsbruch begangen habe, und es wurde mit einem Generalstreik gedroht. Der König war beunruhigt, und bereits am Ostersonntag, dem 4. April 1920, entließ er die Regierung Liebe wieder und ernannte stattdessen Michael Pedersen Friis zum Ministerpräsidenten.
Otto Liebe hielt sich fortan von der Politik fern, und der dänische König beschränkte sich anschließend auf repräsentative Aufgaben.